# First Time
《First Time》（ファーストタイム）是日本女子偶像組合早安少女組。的第1張原創專輯。於1998年7月8日發行。唱片公司為zetima。

## 概要
- 收錄第1張單曲《早安咖啡》和第2張單曲《Summer Night Town》，以及獨立製作單曲《愛之種》，共3首曲目。
- 本作分「CD盤」和「MD盤」2種版本
- 在7月20日於公信榜專輯每週排行榜取得第4位。

## 收錄內容
1. Good Morning
（作詞、作曲：淳君 編曲：前嶋康明）
2. Summer Night Town（サマーナイトタウン）
（作詞・作曲：淳君 編曲：前嶋康明）
2nd單曲・二期成員保田圭、矢口真里、市井紗耶香加入後第一張單曲
3. 莫名其妙的星期六（どうにかして土曜日）
（作詞、作曲：淳君 編曲：高橋諭一）
4. 早安咖啡（モーニングコーヒー）
（作詞、作曲：淳君 編曲：鈴木俊介）
1st單曲
5. 夢之中（夢の中）
（作詞、作曲：淳君 編曲：前嶋康明）
6. 愛之種（愛の種）
（作詞：サエキけんぞう　作曲、編曲：桜井鉄太郎）
1st獨立製作單曲
7. 自私
（作詞：狩野亜希子、作曲：淳君、編曲：黑尾俊介）
8. 未來之門（未来の扉）
（作詞・作曲：淳君 編曲：今井了介）
9. 你這個騙子（ウソつきあんた）
（作詞、作曲：淳君 編曲：高橋諭一）
10. 難過的一天（さみしい日）
（作詞、作曲：淳君 編曲：前嶋康明）